# 彼得勒斯維爾
彼得勒斯維爾是南非的城鎮，位於該國中部，由北開普省負責管轄，距離菲利普斯敦45公里，始建於1877年，面積59.2平方公里，2001年人口2,768，人口密度每平方公里47人。